# Liam Fox
Liam Fox (Edimburgo, 2 febbraio 1984) è un allenatore di calcio ed ex calciatore scozzese, di ruolo centrocampista, tecnico ad interim degli Hearts.

## Carriera

### Calciatore
Ha giocato nella massima divisione del campionato scozzese. Con il Raith Rovers contribuisce alla vittoria della Scottish Challenge Cup 2013-2014.

### Allenatore
Ha iniziato la sua carriera di allenatore nel 2016 con il Cowdenbeath, non portando a termine la stagione causa esonero. Nel 2022 viene ingaggiato dal Dundee Utd concludendo anzitempo la stagione dopo 25 partite. Nel 2023 diventa allenatore degli Hearts B e nel 2024, in seguito all'esonero di Steven Naismith, viene nominato allenatore ad interim. Il 26 aprile 2025 sostituisce Neil Critchley.